# Cezar (gra komputerowa)
Cezar (ang. Caesar) – komputerowa gra w budowę miasta, w której gracz wciela się w rolę rzymskiego przywódcy i budowniczego osad i miast.
Gra wydana została w 1992 na komputery Amiga, po czym przeniesiona w następnym roku na PC i Macintosha.

## Następne części
Cezar został wyprodukowany przez Impressions Games i wydany przez Sierra Entertainment. W czasie produkcji gry Cezar, Impressions stworzyło inną grę z akcją umieszczoną w starożytnym Rzymie: Cohort 2, która pozwalała graczom na udział w bitwach starożytnego Rzymu na wzór gier z serii Command & Conquer. Impressions umieściło w grze Cohort 2 możliwość wczytywania stanów gry z gry Caesar. Później Impressions wydało zaktualizowaną wersję gry Caesar, która automatycznie uruchamiała Cohort 2, gdy gracz zaangażował się w walkę. Ta wersja została wydana pod tytułem Caesar Deluxe w 1994.
Impressions stworzyło następne części gry w 1995 (Cezar II) i 1998 (Cezar III). Czwarta gra w serii, Cezar IV, została zapowiedziana w sierpniu 2005 przez Tilted Mill Entertainment, a następnie wydana 26 września 2006.